# 홍산중학교
홍산중학교(鴻山中學校)는 대한민국 충청남도 부여군 홍산면 북촌리에 있는 공립 중학교이다.

## 학교 연혁
- 1951년 9월 24일 : 홍산중학교 개교
- 1951년 12월 1일 : 홍산중학교 설립 인가(9학급)
- 1971년 1월 30일 : 학급 증설 인가(24학급)
- 1998년 3월 1일 : 학급 감축 허가(7학급)
- 1999년 9월 1일 : 홍산농공업고등학교와 통합
- 2023년 9월 1일 : 제29대 강준규 교장 취임
- 2024년 1월 9일 : 제73회 졸업식(32명, 총계 13,416명)
- 2024년 3월 1일 : 학급 감축 허가(3학급)
- 2024년 3월 4일 : 2024학년도 입학식(16명)

## 참고 자료
- 홍산중학교 - 한국교육학술정보원 학교알리미